# 마르틴 슐츠
마르틴 슐츠(Martin Schulz, 1955년 12월 20일 ~ )는 독일 사회민주당 소속 정치인이다. 1987년에서 1998년까지 독일 노르트라인베스트팔렌주에 위치한 뷔르젤렌시의 시장을 역임했으며, 1994년부터 2017년까지 유럽의회 의원으로 활동했다. 2012년부터 2017년까지 유럽의회 의장을 지냈으며, 의장으로 선출되기 전인 2004년부터 2014년까지는 사회민주당 계열의 유럽의회 원내교섭단체인 사회민주진보동맹의 대표를 역임했다.
2017년 3월 19일 사민당 집행위원회는 슐츠를 만장일치로 2017년 연방의회 선거의 총리후보로 선출했다. 또 그는 사민당 당대표도 함께 맡았다.

## 출생 및 교육
슐츠는 1955년 아헨 근처 에슈바일러(옛 Hehlrath)에서 5남매 중 막내로 태어났다. 그의 부친 알베르트는 사회민주주의 성향의 하위직 경찰공무원이었다. 전업주부였던 모친 클라라는 보수적인 가톨릭집안 출신으로 기독교민주연합(CDU) 뷔르젤렌 기초조직(Ortsverband)의 창당 멤버이기도 했다.
그는 1966년 뷔르젤렌에 있는 가톨릭 계열의 남자 초등학교를 졸업하고, 1966년에서 1974년까지 로마 가톨릭교회의 성신신부회가 운영하는 사립 하일리히가이스트 김나지움을 다녔다. 11학년때 2차례 유급한 후, 1974년 7월 아비투어 없이 직업과정이수자격(Mittlerer Schulabschluss)을 받고 김나지움을 그만 두었다.

## 직업활동 및 사생활
슐츠는 청소년기에 축구선수로 활동했으며, 그가 주장으로 뛰던 레나니아 뷔르젤렌 05(de)는 서독 연방 유소년 축구대회(1972년)에서 준우승을 차지하기도 했다. 슐츠는 축구선수로 활동하던 시기에 대해 "그 때는 축구에 완전히 미쳐있었다. 당시 나의 성경은 키커(축구잡지)였고, 나의 신의 볼프강 오베라트였다."라고 회상하기도 했다. 1975년 무릎부상과 십자인대파열로 선수생활을 접었다. 이 부상으로 군복무 불가 판정을 받아, 군복무가 면제되었다. 1년여간의 실업자 생활을 거친후, 1975년에서 1977년 사이에 도서판매인 직업교육을 이수했다. 직업교육 과정을 마친후 5년 동안 다양한 출판사와 서점에서 경력을 쌓았으며, 1982년 그의 누나 도리스와 서점을 열어 1994년까지 운영했다.
슐츠는 1970년대 중반 알콜중독에 빠진 적이 있었다. 그는 잡지 《분테》와의 인터뷰에서 “"숨길것도 없다. 내가 이겨내야 할 일을 했고, 결국 나는 성공했다. 나는 당시에 내가 얻을 수 있는 것은 뭐든지 마셨다.”며, 아침에 사람들이 깨어날 때 또 실패했다는 느낌을 가지는 것은 최악의 것이었다. 더 나아지기 위해 매일 같이 새로 시작해야 한다고 말했다"라고 밝힌바 있다. 그는 1980년부터 금주를 실천하고 있다.
슐츠는 가톨릭신자로, 조경기사인 잉에 슐츠와 결혼했다. 슐츠 부부는 슬하에 장성한 자녀 둘이 있으며, 뷔르젤렌에서 거주하고 있다.. 언론보도에 따르면 그는 독일어 외에 불어와 영어, 네덜란드어, 스페인어, 이탈리아어를 유창하게 구사한다. 그리고 1. FC 쾰른의 팬이다.

## 정치인

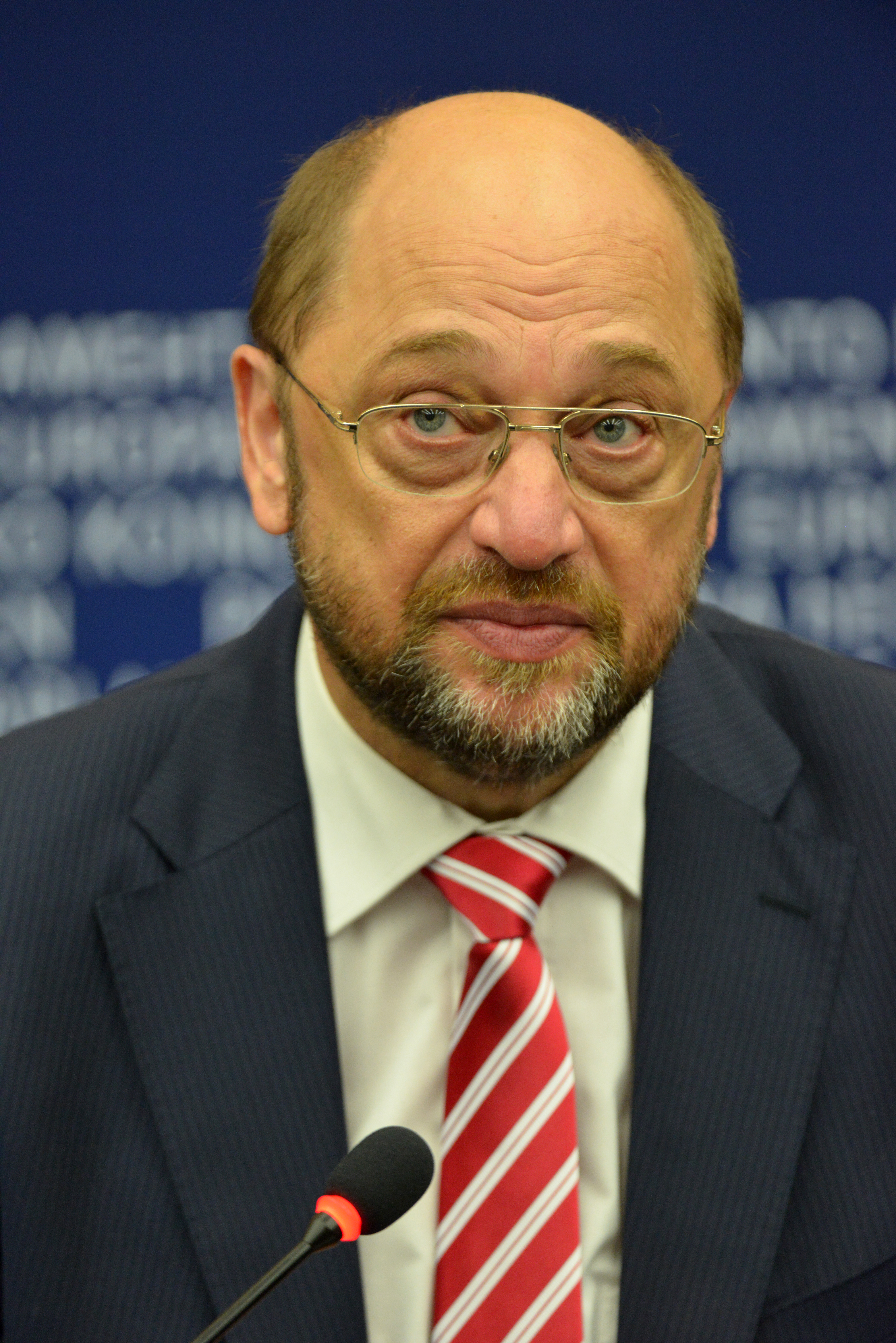
유럽의회 의장으로 재선된 후 기자회견장의 슐츠

### 지역정치인(1984-1998)
슐츠는 성인이 되던 19세 무렵(1974년)에 사민당에 가입했고, 그 때부터 사민당 청년조직(Jusos)에서 적극적 활동했다. 1984년 처음으로 뷔르젤렌 시의회 의원으로 선출됐으며, 그후 1998년까지 시의원으로 활동했다. 그는 1987년, 당시 31세의 젊은 나이로 뷔르젤렌 시장으로 당선됐다. 당시 노르트라인베스트팔렌 주에서 가장 젊은 시장이었다. 또 1996년부터 2010년까지 사민당 아헨지역당 대표를 역임했다.

### 유럽의회 의원 (1994-2017)
1994년 선거에서 처음으로 유럽의회 의원으로 당선되었으며, 2000년에서 2004년까지 유럽의회 독일 사민당그룹의 대표를 역임했다. 독일 사민당그룹 대표를 맡고 있을 당시 빌리 로트라이 의원의 탈당사건이 있었다. 로트라이 의원은 당시 유럽의회 의원들이 통일적으로 9,053 유로의 세비를 받아야 한다고 주장했고, 슐츠는 이에 반대하는 입장이었다. 로트라이 의원은 슐츠와 다른 독일 의원들이 "독일 황색언론의 지지속에 독일연방정부에 압력을 행사했다"며 비판하기도 했다. 이런 충돌이 있은 후 로트라이 의원은 독일 사민당그룹 탈퇴를 선언했다.
슐츠는 2004년 유럽의회 선거 직후부터 2012년 1월까지 유럽의회 사회주의자 교섭단체 대표를 역임했다. 2009년 11월 13일부터는 유럽수준의 당활동을 조정하는 사민당 유럽문제특임자로 활동했다.
2009년 유럽의회 선거직후 바로소 EU 집행위원장의 연임을 막고, 유럽의회 녹색당 교섭단체 대표인 다니엘 컨-벤디트와 벨기에 자유당 출신의 버르호프스타트 전 총리를 집행위원장 후보로 내세우면서 정치적 주목을 얻었다. 후에 바로소에 대한 반대 태도를 완화하고, 사민당의 정치적 조건의 수용을 요구했다. 한편 당시 의장이던 제지 부젝의 임기가 종료되면, 슐츠가 의장직을 맡기로한 유럽인민당과 유럽보수당간의 이면합의가 있었다. 그리고 실제로 슐츠는 2011년 6월 초 유럽의회 의장 후보 출마를 발표했으며, 2012년 1월 17일 유럽의회 의장 선거 1차 투표에서 당선됐다. 그후 2013년 사민당 당대회에서는 98%의 찬성으로 유럽문제 특임자로 재선됐다. 유럽문제 특임자는 당연직 당집행위원이 되는데, 당시 집행위원 후보 중 최다득표로 집행위원에 당선되었다.
슐츠는 2014년 3월 1일 유럽사회주의자 총회에서 91.1%의 지지를 얻어 그 해에 실시될 유럽의회에서 유럽전체의 공동 대표후보로 선출되었다. 당시 그는 유럽연합 집행위원회 위원장을 목표로 했으나, 유럽사민주의자 교섭단체가 유럽 인민당에 이어 제 2당이 되는데 그쳐 그 뜻을 이루지 못했다. 2014년 6월 18일 브뤼셀에서 개최된 유럽의회 사회주의자 총회에서 교섭단체 대표로 선출된다. 얼마후인 2014년 7월 1일 슐츠는 66.8 %의 지지를 얻어 유럽의회 의장으로 선출되었고, 바로 교섭단체 대표직을 사임하였다. 당시 슐츠의 의장 당선은 유럽인민당의 원내대표인 만프레드 베버가 보수당 교섭단체의 슐츠 지지를 보장한 비밀협약 때문에 가능했다. 이 비밀협약의 존재는 2017년 1월 10일 공개됐다. 슐츠의 유럽의회 의장직 수행은 소속 교섭단체가 소수정당인 관계로 정치적 영향력이 제한적이었다는 비판을 받기도 했다.
슐츠는 유럽의회 의원직을 사퇴하면서 퇴직후 일정기간 추가 지급되는 수당을 포기했다. 전직 유럽의회 의장은 수당관련 담당부서인 연방의회 사무처에 공식적으로 포기신청서를 제출했다. 차기 사민당 대표는 170,000 유로(세전, 약 2억원)의 추가수당을 포기한 셈이다.
그는 2004년과 2009년, 2010년 독일연방대통령 선거인단을 역임했다.

### 사민당 총리후보 (2017)
슐츠는 2016년 11월 14일 유럽 정치계를 떠나 독일 국내 정치로 가겠다고 발표했다. 새로 임기가 시작되는 유럽 의회 의장에 입후보하는 대신, 2017년 독일 연방의회 선거에서 노르트라인베스트팔렌 주의 사민당 명부 1번 후보로 출마하기로 했다. 보수 정당인 유럽 국민당이 유럽 의회 의장 자리를 자기들이 차지해야 한다고 요구함에 따라, 슐츠의 의장 재선이 불투명한 상황이었다. 2017년 1월 슐츠의 후임 선거에서 이탈리아 전진 이탈리아당의 안토니오 타야니가 새 의장으로 선출됐다.
2017년 1월 24일 사민당의 당대표 지크마어 가브리엘가 총리후보 입후보 포기선언을 하면서, 슐츠를 총리후보와 당대표로 추천했다. 2017년 3월 19일 실시된 임시 연방전당대회에서 사민당 총리후보와 당대표로 선출됐다. 2017년 3월 말의 여론조사 지지율은 기민/기사 약 34%, 사민 약 30%까지 근접하였으나 2017년 9월 24일 총선에 대한 YouGov의 9월 22일 여론조사는 약 687명의 연방하원 의석중 기민/기사 256석, 사민 176을 예견했다.

## 정치적 입장
슐츠는 유럽과 유럽기구들의 강화를 주장한다. 2011년에 유럽연합회원국의 공동책임하에 유로채권을 도입할 것을 주장했다. 2016년에는 가브리엘과 더불어 유럽연합 10대 개혁안을 발표하기도 했다. 개혁안에 유럽구조를 "슬림화"하고, 유럽의회의 견제하에 유럽연합 정부의 힘을 강화하자는 주장이 포함되어 있었다.
슐츠는 수 차례 걸쳐 유럽연합이 인종주의와 외국인혐오, 반유대주의와 같은 20세기적 악마들과 싸우는 최고의 수단이라고 주장한 바 있다. 영국의 브렉시트 투표 이후 "그 악마들을 묶어 둘 수 있는 수단을 우리가 파괴하면, 다시 악마들은 자유를 얻게 될 것"이라고 경고하기도 했다. 그 외에 2016년 발표된 «유럽연합 디지털 기본권 헌장»의 27인 발안자중 하나였다.

## 논쟁

### 베를루스코니와의 갈등
2003년 7월 2일은 6개월씩 맡는 순번제 유럽연합 의장직을 승계한 이탈리아의 베를루스코니 총리가 유럽의회 회의에서 인사차 출석한 날이었다. 슐츠는 발언을 통해 잠제적 이해상충의 여지가 있다며 베를루스코니가 정부수반과 언론사 경영자를 겸임하는 것에 대해 비판하는 한편, 당시 베를루스코니정부의 장관들이 한 반유럽 및 외국인혐오 발언에 대해서도 비판을 가했다.
이에 베를루스코니는 취임연설 도중 슐츠를 겨냥해 “이탈리아에서 나치의 강제수용소를 다룬 영화가 제작 중인데, 당신이 카포(de) 역에 적격이므로 추천하겠다”고 비꼬았다. 카포는 나치 친위대가 수용된 사람들의 감시·감독을 위해 그들 가운데서 뽑은 하수인이다.
이 발언으로 유럽의회와 독일 정부가 반발하는 등 사태가 심각해지자, 베를루스 코니는 반어적 농담이었다며 “의도와 달리 독일 국민의 감정을 해친데 대해 사과한다”고 밝혔다.

### 이스라엘 의회 연설
2014년 2월 12일 이스라엘 의회에서 독일어로 한 연설에서 이스라엘 정착촌 건설문제와 이스라엘과 팔레스타인의 관계에 관한 문제를 다뤘다. 이틀전 라말라에서 만났던 청년들이 해준 말을 인용해, “팔레스타인 젊은이들이 내게 묻는 질문중 하나는 비록 내가 점검해보지는 않았지만 이런 것이다. 이스라엘인은 하루 70ℓ의 물을 사용하지만 팔레스타인인은 하루 17ℓ만을 사용한다는 데, 어떻게 그럴수 있느냐”고 발언했다.
슐츠의 연설에 대해 우파성향의 이스라엘 의원들과 네탄야후 총리 등이 즉각 비난하고 나섰다. 네탄야후 총리는 슐츠가 “선택적 경청”을 하고 있고, “중동갈등에 대해 편향적 시각을 가지고 있다”고 비판했다. 슐츠발언에 대해 독일주재 이스라엘 대사는 잘못된 정보에 기반한 사실관계에 대한 부적절한 해석이라고 비판하기도 했다. 실제 수자원 분배에 대해서 통계 출처에 따라 차이가 나지만 이스라엘인과 팔레스타인인 간 물사용량이 차이가 나는 것은 사실인것으로 나타났다. 이스라엘 정부 통계에 따르면 팔레스타인의 1인당 물소비량은 254 리터이고, 이스라엘은 약 400 리터였다. 비정부기구 베첼렘(B'Tselem)에 따르면 팔레스타인 지역은 37 리터에서 73 리터 사이를 소비하고, 이스라엘 지역은 211 리터를 소비하는 것으로 나타났다.

## 수상 및 수훈
- 2006: 독일연방공화국 공로장1급 연방공로십자장
- 2008: 오스트리아 공화국 공로명예장 대명예금성장[35]
- 2009: 국립칼리닌그라드공대 명예박사. 슐츠의 장기간의 유럽-러시아간 우호증진에 대한 기여와 대학내 유럽학과 창설에대한 지지를 기려 명예박사학위 수여[36]
- 2010: 프랑스 레지옹 도뇌르 훈장 오피씨에르[37]
- 2012: 슈바르츠코프 청년유럽 재단(Schwarzkopf-Stiftung Junges Europa)이 수상하는 슈바르츠코프 유럽상[38]
- 2012: 남성월간지 GQ(Gentlemen’s Quarterly)가 수상하는 정치분야 올해의 인물[39]
- 2012: 유럽백합상. Europa-Union Deutschland의 유럽관련종사자 수도모임 시상.[40]
- 2012: 젤리거 공동체의 벤젤-약쉬 기념상[41]
- 2012: 카니발협회 Au Ülle의 “Närrischer Grenzlandschild” 특별상[42]
- 2012: 이스탄불 빌기 대학 명예박사. 이스탄불에 있는 사립대학은 슐츠의 유럽통합에 대한 노력을 기려 명예박사 수여[43]
- 2013: 독일 공무원협회의 «웃고있는 관료주의»상[44]
- 2013: «Politik & Kommunikation» 지가 수상하는 올해의 정치인상[45]
- 2013: NRW의 쇼프로모터 협회가 유럽국민축제에 오랜기간 참여한 것을 기념해 황금회전목마 수여[46]
- 2013: 예루살렘 히브리 대학교 명예박사[47]
- 2014, 2월 26일: 칼스루에 교육대학 명예박사[48]
- 2014: 슬로바키아 백색쌍십자장 2급
- 2015, 2월 20일: 오스트리아 공화국 공로명예장 대명예금현장[49]
- 2015, 5월 14일: 아헨 칼대제상. 유럽연합의 의회주의와 민주적 전통성의 강화에 대한 공로와 유럽연합의 선각자로서의 역할을 인정해 수상함[50]
- 2015, 10월 8일: 마인츠-빙엔군 수공업자 협회가 수여하는 2015 함머상. 추기경 칼 레만 시상[51]
- 2015, 10월 24일: 뷔르젤렌 명예시민
- 2016, 10월 16일: 노동자복지(AWO)의 하인리히-알베르츠-평화상[52]
- 2016, 12월 2일: 독일연방공화국 공로장 대연방공로십자성현장[53]

## 저작
- 화석이된 거인. 유럽의 마지막 기회 (Der gefesselte Riese. Europas letzte Chance). Rowohlt Berlin, Berlin 2013, ISBN 978-3-87134-493-0.[54]
- “우리는 왜 지금 싸워야 하나. (Warum wir jetzt kämpfen müssen.)” «Frankfurter Allgemeine Zeitung». 2014-02-06
- “이 영화 스토리에서 우리는 무엇을 배울 수 있나 (Was die Geschichte dieses Films uns lehrt.)” «Frankfurter Allgemeine Zeitung» 2013-03-19

## 문헌
- Dirk Schümer: “Herr Präsident. Unterwegs mit Martin Schulz.” «Frankfurter Allgemeine Zeitung» 2013-04-26, 33면
- Anja Ingenrieth: “Nie wieder auf der Verliererseite.” «Weser Kurier» 2014-03-02
- Margaretha Kopeinig: Martin Schulz – Vom Buchhändler zum Mann für Europa. Die Biografie. Czernin, Wien 2016, ISBN 978-3-7076-0584-6